# Lời nói dối tháng Tư
Lời nói dối tháng Tư (四月は君の嘘 Shigatsu wa kimi no uso, n.đ. '"Tháng Tư là lời nói dối của em"') là một bộ manga thuộc thể loại chính kịch lãng mạn của Nhật Bản, do Arakawa Naoshi sáng tác và minh họa. Bộ truyện đăng dài kỳ trên tạp chí Nguyệt san Shōnen Magazine của Kodansha từ tháng 4 năm 2011 đến tháng 2 năm 2015. Câu chuyện kể về Arima Kousei – một nghệ sĩ piano trẻ tuổi mất đi khả năng chơi đàn sau khi mẹ mất, và những trải nghiệm của cậu từ buổi gặp gỡ nữ nghệ sĩ violin Miyazono Kaori.
Bộ manga bắt nguồn từ một tác phẩm one-shot mà Arakawa tham gia dự thi. Sau đó, tác giả đã lấy cảm hứng từ những tựa manga về âm nhạc như Beck và Nodame Cantabile để xây dựng và sáng tác bộ truyện. A-1 Pictures chịu trách nhiệm chuyển thể Lời nói dối tháng Tư thành anime truyền hình chiếu trên khung giờ Noitamina của đài Fuji TV từ tháng 10 năm 2014 đến tháng 3 năm 2015. Kèm theo đó là một tập phim OVA phát hành vào tháng 5 năm 2015. Một bộ phim chuyển thể live-action cùng tên đã ra mắt vào tháng 9 năm 2016. Ngoài ra, tác phẩm còn chuyển thể thành nhiều vở kịch sân khấu khác nhau.
Bộ truyện đã giành Giải Manga Kodansha lần thứ 37 năm 2013 ở hạng mục shōnen. Tính đến tháng 6 năm 2017, hơn 5 triệu bản Lời nói dối tháng Tư đã lưu hành. Tác phẩm nhận về các đánh giá trái chiều; nhiều nhà phê bình khen ngợi cốt truyện và nhân vật nhưng lại chê bộ truyện về mặt nghệ thuật và cảm xúc. Tuy nhiên, giới chuyên môn lại đánh giá cao chuyển thể anime về cốt truyện, hoạt họa và nhạc phim.

## Cốt truyện
Từ nhỏ, Arima Kouse đã là một "thần đồng" piano nhờ khả năng chơi nhạc chính xác đến mức được ví như "máy đo nhịp hình nhân". Dưới sự dìu dắt nghiêm khắc của người mẹ (vốn là một giáo viên piano), Kousei đã gặt hái nhiều giải thưởng danh giá. Tuy nhiên, bi kịch ập đến khi mẹ cậu qua đời, Kousei không còn nghe thấy tiếng dương cầm và dần xa lánh các sân khấu âm nhạc.
Ba năm sau cái chết của mẹ, Arima Kousei, lúc này đã 14 tuổi, vẫn chìm trong u sầu và mất đi niềm đam mê âm nhạc. Tháng Tư năm ấy, dưới tán hoa anh đào, Kousei gặp gỡ Miyazono Kaori (một nghệ sĩ vĩ cầm cùng tuổi). Kaori nhanh chóng thu hút Kōsei bởi phong cách chơi đàn vĩ cầm phóng khoáng, trái ngược hoàn toàn với lối chơi cứng nhắc và gò bó của cậu. Cô nhờ Tsubaki giúp đỡ để tiến gần hơn với Wataru. Bên cạnh đó, Kaori cũng dành nhiều thời gian cho Kousei (người bạn thân thời thơ ấu của Wataru và Tsubaki). Dần dần, Kousei nảy sinh tình cảm với Kaori, nhưng vì lo lắng cho tình bạn với Wataru, cậu không thể bày tỏ lòng mình. Tsubaki cũng nhận ra tình cảm của mình dành cho Kousei. Cô đau khổ vì không thể bày tỏ tình cảm với cậu.
Mặc dù đối xử với Kousei tùy tiện và thường gọi cậu là "bạn thân A", Kaori lại đưa cậu từ những tổn thương trở lại âm nhạc. Kaori đã mời cậu làm người đệm đàn cho mình trong buổi biểu diễn sắp tới. Song song với sự hỗ trợ của Kaori, những người bạn thuở ấu thơ cũng vực dậy tinh thần Kousei. Bên cạnh đó, Seto Hiroko (người bạn thân của mẹ Kousei và là nghệ sĩ dương cầm nổi tiếng Nhật Bản) cũng động viên cậu. Tuy nhiên, Kaori lại mang căn bệnh hiểm nghèo, khiến cô gặp khó khăn trong việc cầm nắm đồ vật và đi lại. Bệnh tật buộc Kaori phải nghỉ học và điều trị trong viện, che giấu sự thật với mọi người. Dù vậy, Kōsei vẫn tham gia và giành giải thưởng trong cuộc thi piano miền Đông Nhật Bản. Thành công của Kōsei đã thúc đẩy Kaori quyết định thực hiện ca phẫu thuật mà cô luôn né tránh trước đây. Mong ước của Kaori là được cùng Kōsei biểu diễn trên sân khấu một lần nữa.
Tình trạng của Kaori ngày càng tệ hơn, bất ngờ trở nên nguy kịch. Nhìn thấy hình ảnh cô gái yếu đuối gợi nhớ đến người mẹ quá cố, Kōsei lại bị ám ảnh bởi ký ức đau buồn. Nỗi sợ hãi mất đi Kaori khiến cậu không thể chạm vào piano, buộc cậu phải bước vào vòng chung kết cuộc thi mà không có sự chuẩn bị kỹ lưỡng. Ngày Kōsei biểu diễn cũng là ngày Kaori phẫu thuật. Trong khán phòng, Kōsei tưởng tượng hình ảnh Kaori bên mình, cùng nhau hòa tấu bản nhạc. Tiếng đàn của Kōsei nhận được những tràng pháo tay tán thưởng từ khán giả. Tuy nhiên, Kaori đã không qua khỏi ca phẫu thuật.
Vài ngày sau khi cuộc thi âm nhạc kết thúc, Kōsei nhận được một lá thư do Kaori viết trước khi qua đời. Bức thư hé lộ những suy nghĩ thầm kín mà Kaori dành cho Kōsei, đồng thời ẩn chứa "lời nói dối" của cô.

## Nhân vật
Arima Kōsei (有馬 公生)
Lồng tiếng bởi: Hanae Natsuki; piano bởi: Sakata Tomoki; đóng bởi: Yamazaki Kento
Kōsei là thần đồng piano, được đặt cho biệt danh "Máy đo nhịp hình nhân" vì sự chính xác gần như tuyệt đối khi biểu diễn, là kết quả của phương pháp dạy dỗ nghiêm khắc của mẹ cậu. Khả năng chơi đàn của cậu giúp cậu tham gia vào nhiều cuộc thi trên khắp Nhật Bản. Cái chết của mẹ để lại di chấn tâm tâm lý nặng nề đối với cậu khiến cho cậu không thể nghe được tiếng đàn do chính mình tạo ra. Giờ đây, hai năm sau, cậu bắt đầu tập đàn trở lại sau khi bị thuyết phục bởi Miyazono Kaori, và bị ảnh hưởng bởi phong cách chơi nhạc tự do và phóng túng của cô. Kōsei cuối cùng thích Kaori nhưng không dám thổ lộ vì cô tuyên bố rằng cô thích Watari. Sau khi Kaori qua đời, Kōsei đã nhận ra rằng Kaori mang nặng tình cảm với cậu qua bức thư cuối cùng do cô viết ra.
Miyazono Kaori (宮園 かをり)
Lồng tiếng bởi: Taneda Risa; violin bởi: Yūna Shinohara; đóng bởi: Hirose Suzu
Kaori là bạn cùng lớp của Tsubaki, và là một nghệ sĩ violin có thiên hướng tự do, người nhận được nhiều lời phê bình từ các hội đồng giám khảo do sự thiếu tôn trọng bản nhạc và cách tính điểm, nhưng lại được nhiều sự ủng hộ từ khán giả. Kaori lần đầu gặp Kōsei khi cô nhờ Tsubaki sắp đặt cuộc hẹn đôi với Watari, và thuyết phục được Kōsei chơi piano trở lại, lần đầu tiên là với tư cách người đệm đàn cho cô ở một cuộc thi. Kaori từ nhỏ đã muốn được chơi dương cầm (piano) nhưng cô đã chuyển sang chơi vĩ cầm (violin) vì cô muốn Kōsei là người đánh đàn cho mình sau khi nghe cậu bé chơi piano trong cuộc thi dương cầm lúc 5 tuổi. Và tình cảm của cô dành cho Kōsei bắt đầu từ đó. Tuy nhiên, khi lần đầu gặp lại Kōsei ở trung học, cô đã nói dối với Kōsei rằng cô thích Watari Ryōta để có thể tiếp xúc nhiều hơn với Kōsei, vì thời gian của cuộc đời cô không còn nhiều nữa.
Sawabe Tsubaki (澤部 椿)
Lồng tiếng bởi: Sakura Ayane; đóng bởi: Ishii Anna
Bạn thân từ thuở nhỏ của Kōsei và đồng thời là hàng xóm, người coi cậu như đứa em trai bướng bỉnh. Cô là người thích vận động và tham gia đội tuyển bóng chày của trường. Thường nghi ngờ về khả năng vượt qua nỗi đau của Kōsei, cô tìm cách để lôi kéo cậu chơi piano lần nữa. Cô chối rằng mình không có tình cảm hơn cả bạn bè với Kōsei nhưng sau đó thừa nhận.
Watari Ryōta (渡 亮太)
Lồng tiếng bởi: Ōsaka Ryōta; đóng bởi: Nakagawa Taishi
Ryōta là bạn thân của Kōsei và Tsubaki, đồng thời là đội trưởng đội bóng đá của trường. Cậu rất được các bạn gái mến mộ, và cũng thường biểu lộ thái độ ve vãn. Tuy nhiên, cậu cũng thường xuyên đưa ra các lời khuyên có ích. Kaori là người mà cậu thích, và khi ở cạnh nhau, họ cư xử với nhau như tình nhân, điều này làm cho Kōsei ghen tỵ. Kōsei sau đó nói cho Watari biết về tình cảm của mình với Kaori, và Watari chấp nhận điều này đồng thời cho cậu lời khuyên.
Aiza Takeshi (相座 武士)
Lồng tiếng bởi: Kaji Yūki
Takeshi là nghệ sĩ piano bằng tuổi Kōsei. Mục tiêu của cậu là vượt qua Kōsei trong các cuộc thi piano từ khi thấy Kōsei chơi từ nhỏ. Đối với Takeshi, Kōsei như là một 'siêu anh hùng'. Cậu rất ngưỡng mộ Kōsei vì khả năng chơi y như nhạc phổ của cậu.
Igawa Emi (井川 絵見)
Lồng tiếng bởi: Hayami Saori
Emi là một nghệ sĩ piano như Kōsei, cô quyết định chơi piano kể từ khi nghe Kōsei chơi đàn hồi 5 tuổi. Mục tiêu của cô là vượt qua Kōsei bằng phong cách chơi giàu cảm xúc của cô. Có một vài dấu hiệu cho thấy cô có cảm tình với Kōsei, nhưng cô không bao giờ thú nhận.
Aiza Nagi (相座 凪)
Lồng tiếng bởi: Kayano Ai
Nagi là em gái của Takeshi người giả vờ xin học Hiroko để dò xét về đối thủ của anh trai mình, Kōsei. Nhưng cuối cùng Nagi lại trở thành học trò của Kōsei. Cô thường nói "Sáo rỗng" (陳腐 Chinpu) với những thứ mà cô nghĩ rằng nó thật sự sáo rỗng. Nagi có cảm tình với Kōsei. Cô được rất nhiều người theo đuổi, nhưng cũng bị nhiều người ganh ghét vì cho rằng cô nổi tiếng nhờ vẻ ngoài xinh xắn của mình.
Arima Saki (有馬 早希)
Lồng tiếng bởi: Noto Mamiko
Saki là mẹ cũng như người dạy Kōsei chơi đàn, và thường đánh cậu vì những lỗi nhỏ. Thực ra bà rất yêu con trai, nhưng do không còn nhiều thời gian sống nên bà phải dạy cậu cách đánh chính xác, để khi Saki chết, Kōsei vẫn có thể kiếm sống bằng âm nhạc. Bà luôn lo lắng cho con trai và ước được ở bên con lâu hơn.
Seto Hiroko (瀬戸 紘子)
Lồng tiếng bởi: Sonozaki Mie
Hiroko là một nghệ sĩ piano nổi tiếng toàn quốc và là bạn thân của Saki. Cô là người phát hiện tài năng của Kōsei và đồng thời trở thành người giám hộ hợp pháp cho cậu sau cái chết của Saki. Khi Kōsei tiếp tục sự nghiệp âm nhạc, cô trở thành cố vấn của cậu. Cô luôn bị ám ảnh bởi hình ảnh cậu bé Kōsei run rẩy trong góc tường, và luôn có mặc cảm rằng mình đã đẩy Kōsei vào đường cùng. Hiroko cho rằng, việc Kōsei không thể nghe tiếng đàn của mình được nữa là món quà Saki cho cậu, vì cậu sẽ không bị ảnh hưởng bởi âm thanh bên ngoài nên có thể đàn lên những cảm xúc trong người mình.

## Sáng tác
Sau khi tốt nghiệp đại học, Shinkawa Naoji theo đuổi sự nghiệp mangaka, và bắt đầu gửi các tác phẩm one-shot đến Giải thưởng đặc biệt Thử thách Nguyệt san Shōnen Magazine. Một trong những ấn phẩm one-shot này chính là tiền thân của bộ manga Lời nói dối tháng Tư. Khác với phiên bản hoàn chỉnh, bản one-shot ban đầu xây dựng cả hai nhân vật chính Kōsei và Kaoru đều là nghệ sĩ violin. Trong thời gian học đại học, Shinkawa thường nghe heavy metal, và ưu ái dòng nhạc rock hơn nhạc cổ điển. Shinkawa chia sẻ rằng anh không có mối liên hệ nào với âm nhạc cổ điển trong cuộc sống thường ngày, thậm chí không có kinh nghiệm chơi bất kỳ nhạc cụ nào. Tuy nhiên, hình ảnh một cô gái chơi violin mà anh tình cờ xem được trên truyền hình đã trở thành động lực để anh sáng tác tác phẩm.
Shinkawa từng ấp ủ ý tưởng về một bộ manga đề tài âm nhạc, nhưng ý tưởng này đã bị biên tập viên Eda Shinichi (phụ trách manga Beck) gạt đi. Lý do Eda đưa ra là Shinkawa khi đó chưa đủ kỹ năng để vẽ manga âm nhạc một cách trọn vẹn. Bản thân Shinkawa cũng không hài lòng với bản bản thảo one-shot ban đầu, cho rằng tác phẩm thiếu sức hút. Do đó, ý tưởng về manga âm nhạc tạm thời bị gác lại. Tuy nhiên, Shinkawa vẫn luôn tin tưởng vào tiềm năng của đề tài âm nhạc trong manga. Ông cho rằng những giai điệu đẹp đẽ sẽ rất phù hợp để thể hiện tâm trạng sôi nổi và hành trình trưởng thành của những cô cậu học trò. Sau khi hoàn thành manga Sayonara, Football về đề tài bóng đá, Shinkawa cảm thấy chán nản với thể loại thể thao và muốn thử sức với một chủ đề mới. Cùng lúc đó, anh và biên tập viên quyết định sẽ thực hiện một bộ manga dành cho giới trẻ. Vì vậy, Shinkawa đã hồi sinh ý tưởng về bộ manga âm nhạc dang dở. Shinkawa hoàn thành bản thảo Lời nói dối tháng Tư và gửi đến ban biên tập. Nhờ nội dung sáng tạo và hấp dẫn, bộ truyện nhanh chóng được phê duyệt đăng dài kỳ.
Shinkawa chọn âm nhạc cổ điển làm chủ đề của tác phẩm để tránh cạnh tranh với bộ manga đề tài nhạc rock Beck đang đăng tải dài kỳ trên cùng một tạp chí. Tác giả Arakawa muốn tạo ra sự khác biệt cho bộ truyện của mình so với Nodame Cantabile, do đó ông chỉ tập trung vào một loại nhạc cụ cụ thể. Để thu thập tài liệu cho tác phẩm, Shinkawa đã trao đổi với nhà soạn nhạc Ōsawa Akinori và nghệ sĩ piano Masaki Kanno, ghi hình cảnh biểu diễn của nghệ sĩ piano Yamazaki Kaori và nghệ sĩ violin Ikeda Rieko tại phòng hòa nhạc, tham dự các buổi hòa nhạc và cuộc thi âm nhạc để thu thập ý kiến của khán giả, đồng thời đọc sách liên quan đến âm nhạc cổ điển. Để khắc phục hạn chế về âm thanh trong manga, khi vẽ những cảnh biểu diễn, Shinkawa cố gắng vẽ ra những hình ảnh đẹp và có thể truyền tải cảm xúc đến người đọc. Anh cũng sử dụng kinh nghiệm Kendo của mình để mô tả cảm giác căng thẳng trong cuộc thi. Biên tập viên phụ trách Eda Shinichi, có kiến thức về âm nhạc cổ điển, và kinh nghiệm chơi violin, cũng đóng góp ý kiến cho Shinkawa trong quá trình sáng tác.
Ban đầu, Shinagawa dự định Kōsei cũng chơi vĩ cầm như Kaori. Tuy nhiên, lo ngại việc lặp đi lặp lại hình ảnh vĩ cầm sẽ gây nhàm chán cho người đọc, anh đã đẩy Kōsei sang chơi dương cầm. Theo ý tưởng ban đầu, Kōsei và Kaori là bạn thời thơ ấu. Sự xuất hiện của Tsubaki (một cô gái thể thao) đã khuấy đảo thế giới của hai người và dẫn đến nhiều thay đổi. So với phiên bản hoàn chính, ý tưởng ban đầu có phần trái ngược, đồng thời mang nhiều yếu tố lãng mạn hơn. Sau khi tập 3 của bộ truyện ra mắt tại Nhật Bản, Shinagawa đã nhận lời đề nghị chuyển thể bộ truyện thành anime. Tuy bản thân không hoàn toàn hài lòng với kết thúc mà mình đã sáng tạo, Shinagawa lại bất ngờ khi đội ngũ sản xuất anime rất tâm đắc với ý tưởng. Vì vậy, vị tác giả quyết định giữ nguyên bản thảo mà không thay đổi.

## Truyền thông

### Manga
Arakawa Naoshi giữ vai trò sáng tác và minh họa Lời nói dối tháng Tư. Bộ tuyện đăng dài kỳ trên tạp chí Monthly Shōnen Magazine của Kodansha từ số tháng 5 phát hành vào ngày 6 tháng 4 năm 2011. Bộ truyện ngưng xuất bản từ số tháng 3 năm 2015, phát hành vào ngày 6 tháng 2 cùng năm.
Nhà xuất bản Kodansha đã phát hành tập tankōbon đầu tiên của Lời nói dối tháng Tư vào ngày 16 tháng 9 năm 2011; đồng thời xuất bản tập cuối cùng dưới phiên bản thường và bản giới hạn vào ngày 15 tháng 5 năm 2015. Kodansha USA thực hiện biên dịch bộ truyện sang tiếng Anh, và ra mắt tập đầu tiên tại khu vực Bắc Mỹ vào ngày 21 tháng 4 năm 2015. Nhà xuất bản Trẻ nắm giữ bản quyền bộ truyện, đồng thời phát hành tại Việt Nam từ tháng 12 năm 2016. Bộ manga spin-off Coda đính kèm trong Blu-ray của loạt anime, đã xuất bản dưới dạng tankōbon vào ngày 17 tháng 8 năm 2016. Tác phẩm kể lại những sự kiện trong quá khứ của Kōsei theo góc nhìn của bạn bè cậu.
Tokiumi Yui đã sáng tác bộ light novel spin-off Shōsetsu Shigatsu wa Kimi no Uso Roku-ri no Echūdo, và cho ra mắt tại Nhật Bản vào ngày 17 tháng 11 năm 2014. Vertical chịu trách nhiệm phát hành phiên bản tiếng Anh của ấn phẩm. Light novel xoay quanh các tình tiết của mạch truyện chính qua lời kề của bạn bè và đối thủ Kōsei.

#### Chương truyện
| 1. "Đơn điệu" (モノトーン Monotōn) 2. "Tình yêu của nghệ sĩ violin" (ヴァイオリニストの愛 Vaiorinisuto no Ai) 3. "Chú mèo đen" (黒猫 Kuroneko) 4. "Rực rỡ sắc màu" (カラフル Karafuru) |

| 1. "Biển đen" (暗い海 Kurai Umi) 2. "Bóng lưng" (後ろ姿 Ushirosugata) 3. "Mây mù" (曇天模様 Donten Moyō) 4. "Mặt nước" (水面 Minamo) |

| 1. "Ánh trăng bên radio" (ラジカセと月 Rajikase to Tsuki) 2. "Con đường về nhà" (帰り道 Kaerimichi) 3. "Lời thì thầm của đêm" (カゲささやく Kage Sasayaku) 4. "Ảo ảnh" (蜃気楼 Shinkirō) |

| 1. "Dâng trào" (うねる Uneru) 2. "Đỏ và vàng" (赤と黄色 Aka to Kiiro) 3. "Cộng hưởng" (共鳴 Kyōmei) 4. "Mẹ à, mẹ hãy nghe con nhé" (ねえ、ママきいてよ Nē, Mama Kī Te Yo) |

| 1. "Sụp đổ" (墜ちる Ochiru) 2. "Cảnh sắc bên cậu" (君といた景色 Kimi Toita Keshiki) 3. "Dọc theo đường tàu" (線路沿いの道 Senro-zoi no Michi) 4. "Dưới chân cầu" (橋の下 Hashi no Shita) |

| 1. "Kẹo táo" (りんご飴 Ringo Ame) 2. "Twinkle, Twinkle, Little Star" (トゥインクルリトルスタ Tuinkuru Ritoru Sta) 3. "Khích lệ" (つき動かす Tsuki Ugokasu) 4. "Tia sáng soi rọi" (射す光 Sasu Hikari) |

| 1. "Kết nối" (つながる Tsunagaru) 2. "Mắt xích" (連鎖 Rensa) 3. "Bóng hình trùng lặp" (重なる輪郭 Kasanaru Rinkaku) 4. "Dấu chân" (足跡 Ashiato) |

| 1. "Nói dối" (うそつき Usotsuki) 2. "Khách không mời" (闖入者 Chinyūsha) 3. "Là cậu được rồi" (君でいいや Kimi de ī ya) 4. "Đồng bệnh tương lân" (似た者同士 Nitamono Dōshi) |

| 1. "Chạng vạng" (トワイライト Towairaito) 2. "Nhìn nhà vực thẳm" (深淵をのぞく者 Shin'en o Nozoku Mono) 3. "Con tim kết nối" (心重ねる Kokoro Kasaneru) 4. "Cú đấm" (パンチ Panchi) |

| 1. "Lời hứa" (約束 Yakusoku) 2. "Tạm biệt, người hùng của tôi" (さよならヒーロー Sayonara Hīrō) 3. "Trú mưa" (雨やどり Amayadori) 4. "Tay trong tay" (手と手 Te to Te) |

| 1. "Tuyết" (雪 Yuki) 2. "Một lần nữa" (アゲイン Agein) 3. "Ballade" (バラード Barādo) 4. "Cơn gió mùa xuân" (春風 Harukaze) |

### Anime

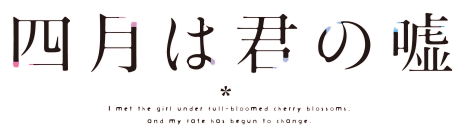
Biểu trưng của loạt anime truyền hình

Anime truyền hình Tháng Tư là lời nói dối của em do hãng A-1 Pictures sản xuất, lên sóng trong khung giờ NoitaminA của Fuji TV từ ngày 10 tháng 10 năm 2014 đến ngày 20 tháng 3 năm 2015. Tác phẩm sử dụng bài hát mở đầu "Hikaru Nara" (光るなら lit. Nếu cậu tỏa sáng) của Goose house và nhạc hiệu kết thúc "Kirameki" (キラメキ lit. Lấp lánh) bởi wacci từ tập 1 đến tập 11. Bản nhạc dạo đầu thứ hai từ tập 12 trở đi là "Nanairo Shinfonī" (七色シンフォニー lit. "Bản giao hưởng bảy màu") của Coalamode, song song với ca khúc kết thúc "Orenji" (オレンジ lit. "Sắc cam") từ 7!!. Ishiguro Kyōhei đạo diễn loạt phim, Yoshioka Takao viết kịch bản, Aikei Yukiko thiết kế nhân vật và Yokoyama Masaru biên soạn âm nhạc. Phiên bản giới hạn của tập manga thứ mười một đính kèm theo OVA Moments. Hầu hết nhân viên sản xuất và diễn viên lồng tiếng từ anime truyền hình đều giữ nguyên vị trí ở tác phẩm. Phim kể lại tuổi thơ của Takeshi và Emi xuyên suốt cuộc cạnh tranh với Kōsei.
Aniplex of America cấp phép loạt phim tại khu vực Bắc Mỹ trên các nền tảng Crunchyroll, Aniplex Channel, Hulu và Viewster. Tại Úc và New Zealand, Madman Entertainment phát hành loạt phim trên AnimeLab. Hãng Anime Limited chịu trách nhiệm phát hành tác phâtm tại Vương quốc Anh và Ireland.

### Live-action
Ngày 24 tháng 8 năm 2015, Toho (một công ty sản xuất và phân phối phim Nhật Bản) đăng ký tên miền 'kimiuso-movie.jp', làm dấy lên đồn đoán một bộ phim chuyển thể đang trong quá trình sản xuất. Tháng 9 năm 2015, Toho xác nhận thông tin, đồng thời công bố dàn diễn viên chính của chuyển thể live-action: Yamazaki Kento trong vai Arima Kōsei, Hirose Suzu trong vai Miyazono Kaori, Ishii Anna (thành viên E-girls) trong vai Sawabe Tsubaki, và Nakagawa Taishi trong vai Watari Ryōta. Phim do Takehiko Shinjō đạo diễn dựa trên kịch bản của Yukari Tatsui và ra mắt tại Nhật Bản vào tháng 9 năm 2016. Điểm khác biệt so với manga gốc nằm ở việc phim lấy bối cảnh các nhân vật đang học năm 2 cấp 2, thay vì năm nhất như nguyên tác.

### Nhạc kịch
Tháng 5 năm 2017, Weekly Shōnen Magazine thông tin về quá trình sản xuất của vở nhạc kịch chuyển thể Lời nói dối tháng Tư. Vở kịch dàn dựng tại Nhà hát AiiA 2.5 Tokyo từ ngày 24 tháng 8 đến ngày 3 tháng 9 cùng năm. Sau đó, vở kịch tiếp tục trình diễn tại Nhà hát Nghệ thuật Umeda ở Osaka từ ngày 7 đến 10 tháng 9. Ise Naohiro đảm nhận vai trò đạo diễn vở kịch, Miura Kaori chấp bút phần kịch bản. Vở kịch có sự góp mặt của dàn diễn viên chính: Anzai Shintarō trong vai Arima Kōsei, Matsunaga Arisa trong vai Miyazono Kaori, Kawauchi Misato trong vai Sawabe Tsubaki và Masanari Wada trong vai Ryōta Watari.
Ngày 10 tháng 10 năm 2019, Toho và Fuji TV công bố vở nhạc kịch chuyển thể từ Lời nói tháng Tư, dự kiến trình diễn tại Nhà hát Tokyo Tatemono Brillia Hall từ ngày 5 đến 29 tháng 7 năm 2020. Nhạc sĩ Frank Wildhorn sáng tác nhạc, Tracy Miller và Carly Robyn Green đồng sáng tác lời, Jason Howland phụ trách phần hòa âm phối khí, giữa vai trò đạo diễn là Ueda Ikko. Các diễn viên tham gia gồm Koseki Yuta và Kimura Tatsunari vai Arima Kosei, Ikuta Erika vai Miyazono Kaori, Yuduki Fuka vai Suwabe Tsubaki, bên cạnh Mizuta Koki và Teranishi Takuto vai Watar Ryōtai. Dự kiến vở nhạc kịch sẽ có chuyến lưu diễn toàn quốc sau buổi ra mắt tại Tokyo, nhưng tất cả các buổi diễn đều bị hoãn vô thời hạn do đại dịch COVID-19. Thay vì biểu diễn, album concept đã ra mắt vào ngày 25 tháng 12 năm 2020. Tháng 7 năm 2021, Comic Natalie thông báo dàn dựng vở nhạc kịch vào tháng 5 năm 2022. Buổi ra mắt thế giới của vở nhạc kịch diễn ra tại Nhà hát Nissay ở Tokyo vào ngày 7 tháng 5 năm 2022. Sau buổi ra mắt là chuyến lưu diễn khai mạc trên khắp Nhật Bản trong năm 2022. Phiên bản tiếng Anh của vở nhạc kịch diễn ra theo hình thức hòa nhạc tại Nhà hát West End, Drury Lane vào tháng 4 năm 2024. Đội ngũ sáng tạo gồm nhạc sĩ Frank Wildhorn, Rinne Groff chấp bút kịch bản tiếng Anh, Tracy Miller và Carly Robyn Green đảm nhận lời nhạc, Jason Howland phụ trách hòa âm phối khí và Nick Winston giữ vai trò đạo diễn.

## Đón nhận
Theo một báo cáo vào tháng 9 năm 2015 của trang Natalie, lượng ấn bản lưu hành của tác phẩm đã chạm mốc 3 triệu bản. Đài truyền hình Fuji TV ghi nhận doanh số tích lũy ấn phẩm đã vượt quá 4 triệu bản tại thời điểm chuyển thể live-action khởi chiếu. Tính đến tháng 6 năm 2017, bộ truyện đã bán hơn 5 triệu bản.
Lời nói dối tháng Tư nhận về nhiều ý kiến trái chiều từ giới mộ điệu. Một số nhà phê bình khen ngợi cốt truyện đã miêu tả chân thực mối quan hệ giữa các nhân vật. Tuy nhiên, Rebecca Silverman từ Anime News Network (ANN) lại đưa ra đánh giá khắt khe hơn khi cho rằng cốt truyện không cảm động như Arakawa mong muốn. Ngoài ra, tuyến nhân vật cũng nhận những phản hồi trái chiều. Một số nhà chuyên môn ca ngợi các mối quan hệ của Kousei và sự phát triển của nững nhân vật trưởng thành so với các tác phẩm tương tự. Một số khác lại coi Kaori đê tiện và hành động của cô đối với Kousei mang vẻ khó hiểu. Về mặt hình ảnh, một bộ phận nhà phê bình tác dương cách thể hiện âm nhạc của tác phẩm, trong khi một bộ phận khác lại cho rằng Arakawa gặp khó khăn trong việc vẽ mặt nhân vật. Trang Kasou Review nhận xét tác giả đã sắp xếp cách tương tác và lời nói của các nhân vật một cách hợp lý và gọn gàng. Tuy nhiên, cách mà họ ứng xử lại quá trưởng thànnh, tạo ra cảm giác kỳ lạ cho độc giả. Bên cạnh đó, nội dung bộ tuyện tiến triển đều đặn mà không nói rõ bằng cách nào Kōsei đã vượt qua được việc không thể nghe thấy tiếng đàn piano. Trang kết luận Lời nói dối tháng Tư đã làm tốt trong việc kết thúc với cái chết của Kaori Miyazono, tránh dài dòng như những tựa manga khác.
Tác phẩm giành giải manga shōnen xuất sắc nhất tại Giải Manga Kodansha lần thứ 37. Bên cạnh đó, bộ truyện còn nhận đề cử tại Manga Taishō lần thứ năm. Comic-Con International vinh danh Lời nói dối tháng Tư là một trong những manga hay nhất năm 2016. Ngoài ra, tập đầu tiên của bộ truyện cũng lọt vào danh sách 112 tiểu thuyết đồ họa dành cho thanh thiếu niên hay nhất năm 2016 của Hiệp hội Dịch vụ Thư viện Thanh niên (YALSA).
Tại Việt Nam, lấy cảm hứng từ tác phẩm manga cũng như bản anime, nhạc sỹ Phạm Toàn Thắng sáng tác ca khúc Tháng tư là lời nói dối của em và thể hiện bởi ca sỹ Hà Anh Tuấn.